# 妹!アンドロイド
『妹！アンドロイド』（いもうとアンドロイド）は、谷澤史紀による日本の漫画。月刊漫画雑誌『月刊ヤングチャンピオン烈』（秋田書店）にて、2013年No.8から2017年No.12まで連載。

## ストーリー
主人公・松田秋は、漫画家を目指して青森から上京し東京の専門学校に通う冴えない青年。家庭環境から“妹”に対して過剰な理想を抱く彼は、ある日そのことをクラスの女子（憧れの鹿島を含む）が陰で揶揄する現場を目撃してしまう。ショックで登校拒否を起こす松田。そんな彼の住む下宿に差出人不明の荷物が届く。しかも、荷物から現れたのは“妹型アンドロイド”を名乗る“スイ”。スイと奇妙な同棲生活（？）を送る松田はある日、熱烈なファンだったアイドル声優・水城雪菜とスイが瓜二つであることなどから、2人が同一人物ではないかという疑いを抱き始める。しかし、さらに瓜二つの人物が続出し、謎は深まっていく。

## 登場人物

### 主人公
松田 秋（まつだ しゅう）
主人公。日本アニメマンガ専門学校コミック科所属。“妹萌えオタク”と呼ばれる性癖の持ち主。スイにそそのかされて時折女装することもある。
最終話まで童貞だったが、性欲は旺盛で頻繁に勃起し射精する(させられる)。

### ヒロイン
スイ
ヒロイン。“妹型アンドロイド”を自称し、強引に松田の下宿に住み着く。
自称「兄」である松田に対するセクハラが趣味であり、手コキ、フェラチオを積極的にして射精させている。
実は水城雪菜と正真正銘の姉妹。二人で声優としての歌やラジオ、ステージやファン対応を分担しながらこなしている。
鹿島 詩緒里（かしま しをり）
松田の専門学校のクラスメイトにして憧れの女性。声優科所属。
松田と接する機会が増えるうちに両想いになり一目さえなければ膣内挿入にも前向き。一方で観音寺をはじめ、他の女性に説明する時間が欲しいため松田との真剣交際はいったん保留ということで松田と合意した。
松田 千絵（まつだ ちえ）
松田秋の実姉。24歳。秋川出版勤務。
弟が大好きなため他の女性に誘惑されないよう自分の体で弟を誘惑するなど風変りな女性。
観音寺 麗香（かんのんじ れいか）
松田のクラスメイト。コミック科所属。実家は空手道場。
松田との初対面で痴漢と勘違い、得意の空手で制裁してしまったため松田からは恐れられている。しっかりしているようでどこか抜けており、松田との関わりが増えたことで松田に惹かれていく。
姫野（ひめの）
松田たちの担任を務める女性教諭。
勘違いの末に松田がBL本を持って行ってしまったため、取り戻すべく松田と接するうちにスイによって松田との快楽に目覚めてしまう。
葵（あおい）
鹿島がアルバイトをしているメイド喫茶の先輩。
普段は冴えない風貌をしているが、化粧をして衣装もしっかりすると大変な美人へと変貌する。スイによって松田と多くのヒロインが快楽に耽る場面に遭遇させられてしまい松田を恐れている。
ルコラ
松田が駅前で遭遇した外国人の美少女。
性的な知識は皆無なため、スイによる松田の射精などにも無頓着。
水城雪菜
スイと瓜二つの人気声優。スイと入れ替わるタイミングで松田のところへ頻繁に訪れている。
実はスイと正真正銘の姉妹。二人で声優としての歌やラジオ、ステージやファン対応を分担しながらこなしている。

## 書誌情報
- 谷澤史紀『妹！アンドロイド』 秋田書店〈ヤングチャンピオン烈コミックス〉、全6巻
  1. 2014年6月5日発行（2014年5月20日発売[1]）、ISBN 978-4-253-25681-0
  2. 2015年4月1日発行（2015年3月20日発売[2]）、ISBN 978-4-253-25682-7
  3. 2016年1月1日発行（2015年12月18日発売[3]）、ISBN 978-4-253-25683-4
  4. 2016年9月1日発行（2016年8月19日発売[4]）、ISBN 978-4-253-25684-1
  5. 2017年6月1日発行（2017年5月19日発売[5]）、ISBN 978-4-253-25685-8
  6. 2018年1月1日発行（2017年12月20日発売[6]）、ISBN 978-4-253-25686-5